# Oława (Fluss)
Oława (deutsch Ohle, Olau, Ohlau, Ola oder Olow, lateinisch Olavia) ist ein linker Nebenfluss der Oder in Schlesien, Polen. Die Quelle des Flusses befindet sich auf Höhe von etwa 315 m ü. NN in der Nähe des Dorfes Lipniki (dt. Lindenau) in der Gemeinde Ziębice im Powiat Ząbkowicki in der Region nördlich des Eulengebirges. Die Länge des Flusses beträgt 91,7 km, das Einzugsgebiet 1167,4 km². Bei der gleichnamigen Stadt Oława (deutsch: Ohlau) nähert sich der Fluss bis auf 200 m der Oder. Seine Mündung befindet sich in Breslau etwa zwei Kilometer östlich der Altstadt. Der Fluss wird 1150 als Olaua erstmals schriftlich erwähnt.

## Oderhochwasser 1997
Beim Oderhochwasser 1997 verursachte auch das Wasser des Flusses Oława schwere Schäden in den Anrainergemeinden. Ein Großteil der Fläche zwischen Oława und der Oder westlich der Stadt Oława wurde überflutet. Die größte Gefahr für die Umwelt ging dabei von den Abfallhalden der Hütte Huta Siechnice aus, die zwar grundsätzlich vor dem Hochwasser geschützt waren, aber jederzeit überflutet werden konnten.

## Wasserversorgung von Breslau
Der Fluss spielt eine wichtige Rolle bei der Versorgung der Stadt Breslau mit Trinkwasser. Die Aufbereitung des Wassers erfolgt vorwiegend im Werk Mokry Dwór im Dorf Mokry Dwór (Althofnaß) ca. 15 km südöstlich von Breslau. Das Wasser der Oława wird auf einem Areal von 10,26 km² in der Nähe des Werkes in die Sandschichten geleitet, von dort durch ein System der Brunnen entnommen. Im Jahr 1971 wurde ein Kanal gebaut, mit dem zusätzliches Wasser aus der Glatzer Neiße zugeführt werden kann. Ein Teil des Wassers von Oława wird im Werk Na Grobli in der Nähe der Mündung von Oława in die Oder verarbeitet.
Im Wasserwerk Mokry Dwór werden ca. 51 % des in der Stadt benötigten Wassers produziert, insgesamt ca. 27 Millionen m³ jährlich; im Werk Na Grobli sind es ca. 48 %, ca. 25 Millionen m³ jährlich. Lediglich ca. 1 % des Wassers stammt aus den artesischen Brunnen im Stadtteil Wrocław-Leśnica, mit diesem Wasser wird nur dieser Stadtteil versorgt.